# Adonisea cardui
Adonisea cardui är en fjärilsart som beskrevs av Jacob Hübner 1790. Adonisea cardui ingår i släktet Adonisea och familjen nattflyn. Inga underarter finns listade i Catalogue of Life.